# Penicillium verrucosum
Penicíllium verrucósum (лат.) — вид несовершенных грибов (телеоморфная стадия неизвестна), относящийся к роду Пеницилл (Penicillium).
Продуцирует охратоксин А — сильный нейротоксин. Наиболее часто встречается в качестве загрязнителя зерна.

## Описание
Колонии на агаре Чапека ограниченнорастущие, за 7 дней не достигают диаметра в 1 см, бархатистые до едва зернистых. Спороношение зелёное, выделяются капли бесцветного экссудата. Реверс кремово-жёлтый, в центре часто коричневый. На CYA колонии от низких бархатистых до выпуклых пучковатых или шерстистых, с жёлто-коричневым до тёмно-коричневого реверсом. Мицелий белый. Колонии на агаре с солодовым экстрактом (MEA) также медленнорастущие, зернистые до пучковатых, с зелёным спороношением. При 37 °C рост отсутствует.
Конидиеносцы трёхъярусные (иногда с примесью двухъярусных или четырёхъярусных у разных изолятов), в той или иной степени шероховатые, 200—450 мкм длиной и 3—4 мкм толщиной, с прижатыми элементами. Веточки иногда шероховатые. Метулы цилиндрические, 8—13 мкм длиной. Фиалиды цилиндрические, с короткой, но заметной шейкой, 7—9 × 2,2—2,8 мкм. Конидии шаровидные до почти шаровидных, отчётливо шероховатые, 2,6—4,2 мкм в диаметре, в неправильных цепочках.

### Отличия от близких видов
Определяется по медленнорастущим колониям с зелёным спороношением, а также по отсутствию другой ярко выраженной пигментации. Наиболее близкие виды — Penicillium nordicum и Penicillium thymicola, от которых отличается красно-коричневым реверсом на агаре с дрожжевым экстрактом и сахарозой (YES).

## Экология и значение
Приурочен к холодным и умеренных регионам Северного полушария, где встречается на зерне и крупах, редко выделяется с иных субстратов, например, с сыра.
Наряду с Penicillium nordicum — основной продуцент токсина охратоксина A в умеренных широтах. В более тёплых регионах его чаще производят Aspergillus carbonarius, Aspergillus westerdijkiae, Aspergillus steynii. Также выделяет цитринин.

## Таксономия
Penicillium verrucosum Dierckx, Ann. Soc. Sci. Bruxelles 25 (1): 88 (1901).

### Синонимы
- Penicillium casei W.Staub, 1911